# Lista över fornlämningar i Borgholms kommun (Böda)
Lista över fornlämningar i Borgholms kommun (Böda) är en förteckning av ett urval av de fornlämningar som finns i Böda i Borgholms kommun.
| Namn                               | Lämningstyp                      | Tillkomsttid | Historisk indelning | Plats | Läge                 | ID-nr          | Bild                                      |
| ---------------------------------- | -------------------------------- | ------------ | ------------------- | ----- | -------------------- | -------------- | ----------------------------------------- |
| Böda 1:1                           | Röse                             |              | Böda, Öland         |       | 57.358210, 17.116875 | 10079200010001 | Ladda upp en bild av detta fornminne      |
| Böda 1:2                           | Röse                             |              | Böda, Öland         |       | 57.357792, 17.117023 | 10079200010002 | Ladda upp en bild av detta fornminne      |
| Böda 1:3                           | Stensättning                     |              | Böda, Öland         |       | 57.358374, 17.116747 | 10079200010003 | Ladda upp en bild av detta fornminne      |
| Böda 2:1                           | Röse                             |              | Böda, Öland         |       | 57.357039, 17.121727 | 10079200020001 | Ladda upp en bild av detta fornminne      |
| Böda 2:2                           | Röse                             |              | Böda, Öland         |       | 57.356550, 17.122141 | 10079200020002 | Ladda upp en bild av detta fornminne      |
| Böda 2:3                           | Röse                             |              | Böda, Öland         |       | 57.356112, 17.122790 | 10079200020003 | Ladda upp en bild av detta fornminne      |
| Böda 2:4                           | Röse                             |              | Böda, Öland         |       | 57.355768, 17.123132 | 10079200020004 | Ladda upp en bild av detta fornminne      |
| Böda 3:1                           | Röse                             |              | Böda, Öland         |       | 57.343453, 17.122599 | 10079200030001 | Ladda upp en bild av detta fornminne      |
| Böda 4:1                           | Röse                             |              | Böda, Öland         |       | 57.338815, 17.124429 | 10079200040001 | Ladda upp en bild av detta fornminne      |
| Böda 4:2                           | Röse                             |              | Böda, Öland         |       | 57.339271, 17.124668 | 10079200040002 | Ladda upp en bild av detta fornminne      |
| Böda 4:3                           | Stensättning                     |              | Böda, Öland         |       | 57.339683, 17.124882 | 10079200040003 | Ladda upp en bild av detta fornminne      |
| Böda 4:4                           | Röse                             |              | Böda, Öland         |       | 57.339789, 17.124994 | 10079200040004 | Ladda upp en bild av detta fornminne      |
| Forgalla skepp (Böda 5:1)          | Gravfält                         |              | Böda, Öland         |       | 57.342607, 17.020675 | 10079200050001 | Ladda upp en till bild av detta fornminne |
| Höga flisa (Böda 6:1)              | Grav markerad av sten/block      |              | Böda, Öland         |       | 57.338469, 17.015382 | 10079200060001 | Ladda upp en bild av detta fornminne      |
| Ebberskog (Böda 7:1)               | Husgrund, förhistorisk/medeltida |              | Böda, Öland         |       | 57.332658, 17.039798 | 10079200070001 | Ladda upp en bild av detta fornminne      |
| Ebberskog (Böda 7:2)               | Husgrund, förhistorisk/medeltida |              | Böda, Öland         |       | 57.332573, 17.039821 | 10079200070002 | Ladda upp en bild av detta fornminne      |
| Ebberskog (Böda 7:7)               | Husgrund, förhistorisk/medeltida |              | Böda, Öland         |       | 57.332749, 17.038169 | 10079200070007 | Ladda upp en bild av detta fornminne      |
| Ebberskog (Böda 7:8)               | Husgrund, förhistorisk/medeltida |              | Böda, Öland         |       | 57.331727, 17.039029 | 10079200070008 | Ladda upp en bild av detta fornminne      |
| Ebberskog (Böda 7:9)               | Husgrund, förhistorisk/medeltida |              | Böda, Öland         |       | 57.332567, 17.037019 | 10079200070009 | Ladda upp en bild av detta fornminne      |
| Ebberskog (Böda 7:10)              | Husgrund, förhistorisk/medeltida |              | Böda, Öland         |       | 57.332026, 17.036092 | 10079200070010 | Ladda upp en bild av detta fornminne      |
| Ebberskog (Böda 7:11)              | Husgrund, förhistorisk/medeltida |              | Böda, Öland         |       | 57.331544, 17.036176 | 10079200070011 | Ladda upp en bild av detta fornminne      |
| Ebberskog (Böda 7:12)              | Husgrund, förhistorisk/medeltida |              | Böda, Öland         |       | 57.331112, 17.035511 | 10079200070012 | Ladda upp en bild av detta fornminne      |
| Böda 8:1                           | Stensättning                     |              | Böda, Öland         |       | 57.331371, 17.008869 | 10079200080001 | Ladda upp en bild av detta fornminne      |
| Böda 8:2                           | Stensättning                     |              | Böda, Öland         |       | 57.331515, 17.008982 | 10079200080002 | Ladda upp en bild av detta fornminne      |
| Böda 8:3                           | Stensättning                     |              | Böda, Öland         |       | 57.331230, 17.008840 | 10079200080003 | Ladda upp en bild av detta fornminne      |
| Böda 10:1                          | Gravfält                         |              | Böda, Öland         |       | 57.321876, 17.021457 | 10079200100001 | Ladda upp en bild av detta fornminne      |
| Böda 10:3                          | Husgrund, förhistorisk/medeltida |              | Böda, Öland         |       | 57.322318, 17.019365 | 10079200100003 | Ladda upp en bild av detta fornminne      |
| Böda 10:4                          | Husgrund, förhistorisk/medeltida |              | Böda, Öland         |       | 57.321864, 17.019302 | 10079200100004 | Ladda upp en bild av detta fornminne      |
| Böda 10:5                          | Husgrund, förhistorisk/medeltida |              | Böda, Öland         |       | 57.321705, 17.019538 | 10079200100005 | Ladda upp en bild av detta fornminne      |
| Spökebacken Galgbacken (Böda 12:1) | Röse                             |              | Böda, Öland         |       | 57.322064, 17.069620 | 10079200120001 | Ladda upp en bild av detta fornminne      |
| Spökebacken Galgbacken (Böda 12:2) | Grav markerad av sten/block      |              | Böda, Öland         |       | 57.322161, 17.069615 | 10079200120002 | Ladda upp en bild av detta fornminne      |
| Jättegraven (Böda 13:1)            | Husgrund, förhistorisk/medeltida |              | Böda, Öland         |       | 57.317483, 17.011489 | 10079200130001 | Ladda upp en bild av detta fornminne      |
| Tokes grav (Böda 14:1)             | Grav övrig                       |              | Böda, Öland         |       | 57.318692, 17.000347 | 10079200140001 | Ladda upp en bild av detta fornminne      |
| Böda 15:1                          | Husgrund, förhistorisk/medeltida |              | Böda, Öland         |       | 57.314163, 17.055673 | 10079200150001 | Ladda upp en bild av detta fornminne      |
| Böda 15:2                          | Husgrund, förhistorisk/medeltida |              | Böda, Öland         |       | 57.314300, 17.056320 | 10079200150002 | Ladda upp en bild av detta fornminne      |
| Böda 15:3                          | Husgrund, förhistorisk/medeltida |              | Böda, Öland         |       | 57.314482, 17.056616 | 10079200150003 | Ladda upp en bild av detta fornminne      |
| Böda 16:1                          | Gravfält                         |              | Böda, Öland         |       | 57.311990, 17.085365 | 10079200160001 | Ladda upp en bild av detta fornminne      |
| Böda 17:1                          | Husgrund, förhistorisk/medeltida |              | Böda, Öland         |       | 57.311239, 17.035609 | 10079200170001 | Ladda upp en bild av detta fornminne      |
| Trädet (Böda 18:1)                 | Husgrund, förhistorisk/medeltida |              | Böda, Öland         |       | 57.309558, 16.995976 | 10079200180001 | Ladda upp en bild av detta fornminne      |
| Trädet (Böda 18:2)                 | Husgrund, förhistorisk/medeltida |              | Böda, Öland         |       | 57.309250, 16.996246 | 10079200180002 | Ladda upp en bild av detta fornminne      |
| Böda 19:1                          | Husgrund, förhistorisk/medeltida |              | Böda, Öland         |       | 57.297673, 16.998561 | 10079200190001 | Ladda upp en bild av detta fornminne      |
| Böda 19:2                          | Husgrund, förhistorisk/medeltida |              | Böda, Öland         |       | 57.297511, 16.998542 | 10079200190002 | Ladda upp en bild av detta fornminne      |
| Böda 20:1                          | Husgrund, förhistorisk/medeltida |              | Böda, Öland         |       | 57.296061, 17.004206 | 10079200200001 | Ladda upp en bild av detta fornminne      |
| Böda 22:1                          | Husgrund, förhistorisk/medeltida |              | Böda, Öland         |       | 57.291802, 17.004830 | 10079200220001 | Ladda upp en bild av detta fornminne      |
| Böda 23:1                          | Husgrund, förhistorisk/medeltida |              | Böda, Öland         |       | 57.291765, 16.994410 | 10079200230001 | Ladda upp en bild av detta fornminne      |
| Böda 24:1                          | Husgrund, förhistorisk/medeltida |              | Böda, Öland         |       | 57.281907, 16.984267 | 10079200240001 | Ladda upp en bild av detta fornminne      |
| Bogate (Böda 25:1)                 | Husgrund, förhistorisk/medeltida |              | Böda, Öland         |       | 57.279947, 16.977567 | 10079200250001 | Ladda upp en bild av detta fornminne      |
| Bogate (Böda 25:2)                 | Husgrund, förhistorisk/medeltida |              | Böda, Öland         |       | 57.281526, 16.976844 | 10079200250002 | Ladda upp en bild av detta fornminne      |
| Bogate (Böda 25:3)                 | Husgrund, förhistorisk/medeltida |              | Böda, Öland         |       | 57.281263, 16.977594 | 10079200250003 | Ladda upp en bild av detta fornminne      |
| Bogate (Böda 25:5)                 | Husgrund, förhistorisk/medeltida |              | Böda, Öland         |       | 57.281014, 16.979241 | 10079200250005 | Ladda upp en bild av detta fornminne      |
| Böda 26:1                          | Husgrund, förhistorisk/medeltida |              | Böda, Öland         |       | 57.278891, 16.982288 | 10079200260001 | Ladda upp en bild av detta fornminne      |
| Böda 26:2                          | Husgrund, förhistorisk/medeltida |              | Böda, Öland         |       | 57.278896, 16.982595 | 10079200260002 | Ladda upp en bild av detta fornminne      |
| Böda 26:3                          | Husgrund, förhistorisk/medeltida |              | Böda, Öland         |       | 57.279373, 16.983182 | 10079200260003 | Ladda upp en bild av detta fornminne      |
| Böda 26:4                          | Husgrund, förhistorisk/medeltida |              | Böda, Öland         |       | 57.279439, 16.983512 | 10079200260004 | Ladda upp en bild av detta fornminne      |
| Böda 27:1                          | Husgrund, förhistorisk/medeltida |              | Böda, Öland         |       | 57.277087, 17.012962 | 10079200270001 | Ladda upp en bild av detta fornminne      |
| Böda 28:1                          | Husgrund, förhistorisk/medeltida |              | Böda, Öland         |       | 57.274232, 17.002639 | 10079200280001 | Ladda upp en bild av detta fornminne      |
| Böda 29:1                          | Husgrund, förhistorisk/medeltida |              | Böda, Öland         |       | 57.275774, 17.018403 | 10079200290001 | Ladda upp en bild av detta fornminne      |
| Böda 29:2                          | Husgrund, förhistorisk/medeltida |              | Böda, Öland         |       | 57.274803, 17.017596 | 10079200290002 | Ladda upp en bild av detta fornminne      |
| Böda 29:3                          | Husgrund, förhistorisk/medeltida |              | Böda, Öland         |       | 57.274668, 17.017307 | 10079200290003 | Ladda upp en bild av detta fornminne      |
| Böda 29:4                          | Husgrund, förhistorisk/medeltida |              | Böda, Öland         |       | 57.274244, 17.016816 | 10079200290004 | Ladda upp en bild av detta fornminne      |
| Böda 29:5                          | Husgrund, förhistorisk/medeltida |              | Böda, Öland         |       | 57.274309, 17.016325 | 10079200290005 | Ladda upp en bild av detta fornminne      |
| Böda 29:6                          | Husgrund, förhistorisk/medeltida |              | Böda, Öland         |       | 57.274078, 17.015553 | 10079200290006 | Ladda upp en bild av detta fornminne      |
| Böda 29:7                          | Husgrund, förhistorisk/medeltida |              | Böda, Öland         |       | 57.274505, 17.014758 | 10079200290007 | Ladda upp en bild av detta fornminne      |
| Böda 29:8                          | Husgrund, förhistorisk/medeltida |              | Böda, Öland         |       | 57.273100, 17.015275 | 10079200290008 | Ladda upp en bild av detta fornminne      |
| Böda 29:9                          | Husgrund, förhistorisk/medeltida |              | Böda, Öland         |       | 57.272988, 17.012418 | 10079200290009 | Ladda upp en bild av detta fornminne      |
| Böda 29:10                         | Husgrund, förhistorisk/medeltida |              | Böda, Öland         |       | 57.273280, 17.013168 | 10079200290010 | Ladda upp en bild av detta fornminne      |
| Böda 29:11                         | Husgrund, förhistorisk/medeltida |              | Böda, Öland         |       | 57.273580, 17.012875 | 10079200290011 | Ladda upp en bild av detta fornminne      |
| Böda 29:12                         | Husgrund, förhistorisk/medeltida |              | Böda, Öland         |       | 57.273718, 17.012668 | 10079200290012 | Ladda upp en bild av detta fornminne      |
| Böda 29:13                         | Husgrund, förhistorisk/medeltida |              | Böda, Öland         |       | 57.276135, 17.014546 | 10079200290013 | Ladda upp en bild av detta fornminne      |
| Böda 29:14                         | Röse                             |              | Böda, Öland         |       | 57.272663, 17.011288 | 10079200290014 | Ladda upp en bild av detta fornminne      |
| Stendansen (Böda 30:1)             | Stenkrets                        |              | Böda, Öland         |       | 57.275487, 16.957924 | 10079200300001 | Ladda upp en bild av detta fornminne      |
| Böda 31:1                          | Husgrund, förhistorisk/medeltida |              | Böda, Öland         |       | 57.267779, 17.011102 | 10079200310001 | Ladda upp en bild av detta fornminne      |
| Böda 31:2                          | Husgrund, förhistorisk/medeltida |              | Böda, Öland         |       | 57.267910, 17.011493 | 10079200310002 | Ladda upp en bild av detta fornminne      |
| Böda 31:3                          | Husgrund, förhistorisk/medeltida |              | Böda, Öland         |       | 57.267735, 17.011732 | 10079200310003 | Ladda upp en bild av detta fornminne      |
| Böda 31:4                          | Husgrund, förhistorisk/medeltida |              | Böda, Öland         |       | 57.267519, 17.011532 | 10079200310004 | Ladda upp en bild av detta fornminne      |
| Böda 31:5                          | Husgrund, förhistorisk/medeltida |              | Böda, Öland         |       | 57.267484, 17.010705 | 10079200310005 | Ladda upp en bild av detta fornminne      |
| Böda 31:6                          | Husgrund, förhistorisk/medeltida |              | Böda, Öland         |       | 57.267290, 17.009802 | 10079200310006 | Ladda upp en bild av detta fornminne      |
| Böda 31:7                          | Husgrund, förhistorisk/medeltida |              | Böda, Öland         |       | 57.267421, 17.009543 | 10079200310007 | Ladda upp en bild av detta fornminne      |
| Böda 32:1                          | Husgrund, förhistorisk/medeltida |              | Böda, Öland         |       | 57.264094, 17.010424 | 10079200320001 | Ladda upp en bild av detta fornminne      |
| Böda 33:1                          | Röse                             |              | Böda, Öland         |       | 57.260473, 17.015760 | 10079200330001 | Ladda upp en bild av detta fornminne      |
| Böda 33:2                          | Röse                             |              | Böda, Öland         |       | 57.260077, 17.016473 | 10079200330002 | Ladda upp en bild av detta fornminne      |
| Böda 33:3                          | Röse                             |              | Böda, Öland         |       | 57.259961, 17.017678 | 10079200330003 | Ladda upp en bild av detta fornminne      |
| Böda 33:4                          | Stensättning                     |              | Böda, Öland         |       | 57.260476, 17.014732 | 10079200330004 | Ladda upp en bild av detta fornminne      |
| Böda 34:1                          | Stensättning                     |              | Böda, Öland         |       | 57.262174, 16.957446 | 10079200340001 | Ladda upp en bild av detta fornminne      |
| Böda 34:2                          | Stensättning                     |              | Böda, Öland         |       | 57.262030, 16.957428 | 10079200340002 | Ladda upp en bild av detta fornminne      |
| Böda 35:1                          | Husgrund, förhistorisk/medeltida |              | Böda, Öland         |       | 57.258284, 17.007879 | 10079200350001 | Ladda upp en bild av detta fornminne      |
| Böda 35:2                          | Husgrund, förhistorisk/medeltida |              | Böda, Öland         |       | 57.258159, 17.009222 | 10079200350002 | Ladda upp en bild av detta fornminne      |
| Böda 36:1                          | Röse                             |              | Böda, Öland         |       | 57.254354, 17.054668 | 10079200360001 | Ladda upp en bild av detta fornminne      |
| Böda 38:1                          | Stensättning                     |              | Böda, Öland         |       | 57.255378, 17.024951 | 10079200380001 | Ladda upp en bild av detta fornminne      |
| Böda 38:2                          | Stensättning                     |              | Böda, Öland         |       | 57.255477, 17.024683 | 10079200380002 | Ladda upp en bild av detta fornminne      |
| Böda 38:3                          | Grav markerad av sten/block      |              | Böda, Öland         |       | 57.255468, 17.025162 | 10079200380003 | Ladda upp en bild av detta fornminne      |
| Böda 38:4                          | Hällristning                     |              | Böda, Öland         |       | 57.255220, 17.024480 | 10079200380004 | Ladda upp en bild av detta fornminne      |
| Böda 38:5                          | Hällristning                     |              | Böda, Öland         |       | 57.255371, 17.024818 | 10079200380005 | Ladda upp en bild av detta fornminne      |
| Böda 38:6                          | Grav markerad av sten/block      |              | Böda, Öland         |       | 57.255191, 17.025555 | 10079200380006 | Ladda upp en bild av detta fornminne      |
| Böda 39:1                          | Husgrund, förhistorisk/medeltida |              | Böda, Öland         |       | 57.244104, 17.020003 | 10079200390001 | Ladda upp en bild av detta fornminne      |
| Böda 40:1                          | Husgrund, förhistorisk/medeltida |              | Böda, Öland         |       | 57.245917, 17.006057 | 10079200400001 | Ladda upp en bild av detta fornminne      |
| Böda 40:2                          | Husgrund, förhistorisk/medeltida |              | Böda, Öland         |       | 57.246046, 17.005648 | 10079200400002 | Ladda upp en bild av detta fornminne      |
| Böda 40:3                          | Husgrund, förhistorisk/medeltida |              | Böda, Öland         |       | 57.245997, 17.005288 | 10079200400003 | Ladda upp en bild av detta fornminne      |
| Böda 40:4                          | Husgrund, förhistorisk/medeltida |              | Böda, Öland         |       | 57.246249, 17.005109 | 10079200400004 | Ladda upp en bild av detta fornminne      |
| Böda 41:1                          | Husgrund, förhistorisk/medeltida |              | Böda, Öland         |       | 57.241601, 17.011245 | 10079200410001 | Ladda upp en bild av detta fornminne      |
| Böda 41:2                          | Husgrund, förhistorisk/medeltida |              | Böda, Öland         |       | 57.242325, 17.009921 | 10079200410002 | Ladda upp en bild av detta fornminne      |
| Böda 41:3                          | Husgrund, förhistorisk/medeltida |              | Böda, Öland         |       | 57.242615, 17.010080 | 10079200410003 | Ladda upp en bild av detta fornminne      |
| Böda 42:1                          | Fästning/skans                   |              | Böda, Öland         |       | 57.239570, 17.070330 | 10079200420001 | Ladda upp en bild av detta fornminne      |
| Böda 43:1                          | Husgrund, förhistorisk/medeltida |              | Böda, Öland         |       | 57.228886, 16.981591 | 10079200430001 | Ladda upp en bild av detta fornminne      |
| Åsbacken (Böda 44:1)               | Gravfält                         |              | Böda, Öland         |       | 57.220128, 17.040694 | 10079200440001 | Ladda upp en bild av detta fornminne      |
| Åsbacken (Böda 44:2)               | Stensättning                     |              | Böda, Öland         |       | 57.220768, 17.040781 | 10079200440002 | Ladda upp en bild av detta fornminne      |
| Åsbacken (Böda 44:4)               | Grav markerad av sten/block      |              | Böda, Öland         |       | 57.221021, 17.040726 | 10079200440004 | Ladda upp en bild av detta fornminne      |
| Åsbacken (Böda 44:5)               | Grav markerad av sten/block      |              | Böda, Öland         |       | 57.221084, 17.040744 | 10079200440005 | Ladda upp en bild av detta fornminne      |
| Åsbacken (Böda 44:6)               | Stensättning                     |              | Böda, Öland         |       | 57.221213, 17.040870 | 10079200440006 | Ladda upp en bild av detta fornminne      |
| Åsbacken (Böda 44:7)               | Grav markerad av sten/block      |              | Böda, Öland         |       | 57.221596, 17.041035 | 10079200440007 | Ladda upp en bild av detta fornminne      |
| Böda 45:1                          | Husgrund, förhistorisk/medeltida |              | Böda, Öland         |       | 57.219429, 17.021697 | 10079200450001 | Ladda upp en bild av detta fornminne      |
| Böda 45:2                          | Husgrund, förhistorisk/medeltida |              | Böda, Öland         |       | 57.219727, 17.022456 | 10079200450002 | Ladda upp en bild av detta fornminne      |
| Böda 47:1                          | Husgrund, förhistorisk/medeltida |              | Böda, Öland         |       | 57.250073, 17.050553 | 10079200470001 | Ladda upp en bild av detta fornminne      |
| Böda 49:1                          | Husgrund, förhistorisk/medeltida |              | Böda, Öland         |       | 57.244184, 17.007522 | 10079200490001 | Ladda upp en bild av detta fornminne      |
| Böda 49:2                          | Husgrund, förhistorisk/medeltida |              | Böda, Öland         |       | 57.244184, 17.007126 | 10079200490002 | Ladda upp en bild av detta fornminne      |
| Böda 49:3                          | Husgrund, förhistorisk/medeltida |              | Böda, Öland         |       | 57.244418, 17.007016 | 10079200490003 | Ladda upp en bild av detta fornminne      |
| Böda 50:1                          | Husgrund, förhistorisk/medeltida |              | Böda, Öland         |       | 57.240564, 17.017929 | 10079200500001 | Ladda upp en bild av detta fornminne      |
| Böda 51:1                          | Stensättning                     |              | Böda, Öland         |       | 57.255472, 17.023103 | 10079200510001 | Ladda upp en bild av detta fornminne      |
| Böda 51:2                          | Grav markerad av sten/block      |              | Böda, Öland         |       | 57.255404, 17.023425 | 10079200510002 | Ladda upp en bild av detta fornminne      |
| Böda 51:3                          | Grav markerad av sten/block      |              | Böda, Öland         |       | 57.255330, 17.023410 | 10079200510003 | Ladda upp en bild av detta fornminne      |
| Böda 51:4                          | Grav markerad av sten/block      |              | Böda, Öland         |       | 57.255319, 17.023536 | 10079200510004 | Ladda upp en bild av detta fornminne      |
| Böda 51:5                          | Grav markerad av sten/block      |              | Böda, Öland         |       | 57.255385, 17.023574 | 10079200510005 | Ladda upp en bild av detta fornminne      |
| Böda 52:1                          | Husgrund, förhistorisk/medeltida |              | Böda, Öland         |       | 57.254975, 17.021711 | 10079200520001 | Ladda upp en bild av detta fornminne      |
| Böda 53:1                          | Husgrund, förhistorisk/medeltida |              | Böda, Öland         |       | 57.248495, 17.005165 | 10079200530001 | Ladda upp en bild av detta fornminne      |
| Böda 55:1                          | Röse                             |              | Böda, Öland         |       | 57.258829, 17.019504 | 10079200550001 | Ladda upp en bild av detta fornminne      |
| Böda 57:1                          | Husgrund, förhistorisk/medeltida |              | Böda, Öland         |       | 57.265513, 17.018951 | 10079200570001 | Ladda upp en bild av detta fornminne      |
| Böda 57:2                          | Husgrund, förhistorisk/medeltida |              | Böda, Öland         |       | 57.265325, 17.019154 | 10079200570002 | Ladda upp en bild av detta fornminne      |
| Böda 58:1                          | Gravfält                         |              | Böda, Öland         |       | 57.266892, 17.021399 | 10079200580001 | Ladda upp en bild av detta fornminne      |
| Böda 60:1                          | Husgrund, förhistorisk/medeltida |              | Böda, Öland         |       | 57.263144, 17.005465 | 10079200600001 | Ladda upp en bild av detta fornminne      |
| Böda 60:2                          | Husgrund, förhistorisk/medeltida |              | Böda, Öland         |       | 57.263304, 17.005843 | 10079200600002 | Ladda upp en bild av detta fornminne      |
| Böda 60:3                          | Husgrund, förhistorisk/medeltida |              | Böda, Öland         |       | 57.263185, 17.006158 | 10079200600003 | Ladda upp en bild av detta fornminne      |
| Böda 68:1                          | Gravfält                         |              | Böda, Öland         |       | 57.274121, 17.009112 | 10079200680001 | Ladda upp en bild av detta fornminne      |
| Böda 69:1                          | Röse                             |              | Böda, Öland         |       | 57.273785, 17.004381 | 10079200690001 | Ladda upp en bild av detta fornminne      |
| Böda 70:1                          | Röse                             |              | Böda, Öland         |       | 57.267646, 16.955852 | 10079200700001 | Ladda upp en bild av detta fornminne      |
| Böda 71:1                          | Stensättning                     |              | Böda, Öland         |       | 57.283135, 16.956929 | 10079200710001 | Ladda upp en bild av detta fornminne      |
| Böda 73:1                          | Husgrund, förhistorisk/medeltida |              | Böda, Öland         |       | 57.263651, 17.023622 | 10079200730001 | Ladda upp en bild av detta fornminne      |
| Böda 73:2                          | Husgrund, förhistorisk/medeltida |              | Böda, Öland         |       | 57.263573, 17.024004 | 10079200730002 | Ladda upp en bild av detta fornminne      |
| Böda 74:1                          | Husgrund, förhistorisk/medeltida |              | Böda, Öland         |       | 57.264000, 17.014416 | 10079200740001 | Ladda upp en bild av detta fornminne      |
| Böda 75:1                          | Husgrund, förhistorisk/medeltida |              | Böda, Öland         |       | 57.254565, 17.036448 | 10079200750001 | Ladda upp en bild av detta fornminne      |
| Böda 76:1                          | Husgrund, förhistorisk/medeltida |              | Böda, Öland         |       | 57.274098, 16.977818 | 10079200760001 | Ladda upp en bild av detta fornminne      |
| Böda 77:1                          | Hällristning                     |              | Böda, Öland         |       | 57.307853, 16.982198 | 10079200770001 | Ladda upp en bild av detta fornminne      |
| Böda 78:1                          | Husgrund, förhistorisk/medeltida |              | Böda, Öland         |       | 57.294363, 16.999092 | 10079200780001 | Ladda upp en bild av detta fornminne      |
| Böda 79:1                          | Husgrund, förhistorisk/medeltida |              | Böda, Öland         |       | 57.296102, 16.992165 | 10079200790001 | Ladda upp en bild av detta fornminne      |
| Grytmon (Böda 80:1)                | Husgrund, förhistorisk/medeltida |              | Böda, Öland         |       | 57.296313, 16.987038 | 10079200800001 | Ladda upp en bild av detta fornminne      |
| Grytmon (Böda 80:2)                | Husgrund, förhistorisk/medeltida |              | Böda, Öland         |       | 57.296571, 16.986289 | 10079200800002 | Ladda upp en bild av detta fornminne      |
| Grytmon (Böda 80:3)                | Husgrund, förhistorisk/medeltida |              | Böda, Öland         |       | 57.296622, 16.986968 | 10079200800003 | Ladda upp en bild av detta fornminne      |
| Grytmon (Böda 80:5)                | Husgrund, förhistorisk/medeltida |              | Böda, Öland         |       | 57.296186, 16.989006 | 10079200800005 | Ladda upp en bild av detta fornminne      |
| Böda 81:1                          | Husgrund, förhistorisk/medeltida |              | Böda, Öland         |       | 57.297310, 16.986878 | 10079200810001 | Ladda upp en bild av detta fornminne      |
| Åker (Böda 82:2)                   | Husgrund, förhistorisk/medeltida |              | Böda, Öland         |       | 57.321888, 17.033698 | 10079200820002 | Ladda upp en bild av detta fornminne      |
| Åker (Böda 82:3)                   | Husgrund, förhistorisk/medeltida |              | Böda, Öland         |       | 57.320996, 17.034097 | 10079200820003 | Ladda upp en bild av detta fornminne      |
| Böda 83:1                          | Husgrund, förhistorisk/medeltida |              | Böda, Öland         |       | 57.317652, 17.041810 | 10079200830001 | Ladda upp en bild av detta fornminne      |
| Böda 83:2                          | Husgrund, förhistorisk/medeltida |              | Böda, Öland         |       | 57.318114, 17.040998 | 10079200830002 | Ladda upp en bild av detta fornminne      |
| Böda 83:3                          | Husgrund, förhistorisk/medeltida |              | Böda, Öland         |       | 57.319264, 17.043942 | 10079200830003 | Ladda upp en bild av detta fornminne      |
| Böda 83:4                          | Husgrund, förhistorisk/medeltida |              | Böda, Öland         |       | 57.320127, 17.040524 | 10079200830004 | Ladda upp en bild av detta fornminne      |
| Böda 83:5                          | Husgrund, förhistorisk/medeltida |              | Böda, Öland         |       | 57.320045, 17.040858 | 10079200830005 | Ladda upp en bild av detta fornminne      |
| Böda 83:6                          | Husgrund, förhistorisk/medeltida |              | Böda, Öland         |       | 57.321554, 17.040969 | 10079200830006 | Ladda upp en bild av detta fornminne      |
| Böda 83:7                          | Husgrund, förhistorisk/medeltida |              | Böda, Öland         |       | 57.321340, 17.041180 | 10079200830007 | Ladda upp en bild av detta fornminne      |
| Böda 83:8                          | Husgrund, förhistorisk/medeltida |              | Böda, Öland         |       | 57.323548, 17.041561 | 10079200830008 | Ladda upp en bild av detta fornminne      |
| Böda 83:9                          | Husgrund, förhistorisk/medeltida |              | Böda, Öland         |       | 57.322919, 17.041850 | 10079200830009 | Ladda upp en bild av detta fornminne      |
| Böda 83:10                         | Husgrund, förhistorisk/medeltida |              | Böda, Öland         |       | 57.324788, 17.043700 | 10079200830010 | Ladda upp en bild av detta fornminne      |
| Böda 83:11                         | Husgrund, förhistorisk/medeltida |              | Böda, Öland         |       | 57.324743, 17.044063 | 10079200830011 | Ladda upp en bild av detta fornminne      |
| Böda 83:12                         | Husgrund, förhistorisk/medeltida |              | Böda, Öland         |       | 57.321709, 17.046884 | 10079200830012 | Ladda upp en bild av detta fornminne      |
| Böda 83:13                         | Husgrund, förhistorisk/medeltida |              | Böda, Öland         |       | 57.321870, 17.047761 | 10079200830013 | Ladda upp en bild av detta fornminne      |
| Böda 83:14                         | Röse                             |              | Böda, Öland         |       | 57.321979, 17.038379 | 10079200830014 | Ladda upp en bild av detta fornminne      |
| Böda 87:1                          | Husgrund, förhistorisk/medeltida |              | Böda, Öland         |       | 57.304777, 17.044055 | 10079200870001 | Ladda upp en bild av detta fornminne      |
| Böda 88:1                          | Husgrund, förhistorisk/medeltida |              | Böda, Öland         |       | 57.332452, 17.029640 | 10079200880001 | Ladda upp en bild av detta fornminne      |
| Böda 88:2                          | Husgrund, förhistorisk/medeltida |              | Böda, Öland         |       | 57.332471, 17.029351 | 10079200880002 | Ladda upp en bild av detta fornminne      |
| Böda 90:1                          | Husgrund, förhistorisk/medeltida |              | Böda, Öland         |       | 57.333711, 17.040073 | 10079200900001 | Ladda upp en bild av detta fornminne      |
| Böda 90:2                          | Husgrund, förhistorisk/medeltida |              | Böda, Öland         |       | 57.333673, 17.039664 | 10079200900002 | Ladda upp en bild av detta fornminne      |
| Böda 90:3                          | Husgrund, förhistorisk/medeltida |              | Böda, Öland         |       | 57.333764, 17.039657 | 10079200900003 | Ladda upp en bild av detta fornminne      |
| Böda 95:1                          | Husgrund, förhistorisk/medeltida |              | Böda, Öland         |       | 57.330279, 17.032255 | 10079200950001 | Ladda upp en bild av detta fornminne      |
| Böda 95:2                          | Husgrund, förhistorisk/medeltida |              | Böda, Öland         |       | 57.330262, 17.034388 | 10079200950002 | Ladda upp en bild av detta fornminne      |
| Böda 96:1                          | Husgrund, förhistorisk/medeltida |              | Böda, Öland         |       | 57.318695, 17.036852 | 10079200960001 | Ladda upp en bild av detta fornminne      |
| Böda 102:1                         | Röse                             |              | Böda, Öland         |       | 57.336162, 17.122761 | 10079201020001 | Ladda upp en bild av detta fornminne      |
| Böda 102:2                         | Stensättning                     |              | Böda, Öland         |       | 57.336327, 17.122783 | 10079201020002 | Ladda upp en bild av detta fornminne      |
| Böda 103:1                         | Husgrund, förhistorisk/medeltida |              | Böda, Öland         |       | 57.311035, 17.053605 | 10079201030001 | Ladda upp en bild av detta fornminne      |
| Böda 103:2                         | Husgrund, förhistorisk/medeltida |              | Böda, Öland         |       | 57.311215, 17.053263 | 10079201030002 | Ladda upp en bild av detta fornminne      |
| Böda 104:1                         | Röse                             |              | Böda, Öland         |       | 57.350119, 17.075844 | 10079201040001 | Ladda upp en bild av detta fornminne      |
| Böda 106:1                         | Husgrund, förhistorisk/medeltida |              | Böda, Öland         |       | 57.310382, 17.014131 | 10079201060001 | Ladda upp en bild av detta fornminne      |
| St Olofs kapell (Böda 108:1)       | Kyrka/kapell                     |              | Böda, Öland         |       | 57.363574, 17.110404 | 10079201080001 | Ladda upp en till bild av detta fornminne |
| St Olofs kapell (Böda 108:2)       | Begravningsplats                 |              | Böda, Öland         |       | 57.363774, 17.110680 | 10079201080002 | Ladda upp en till bild av detta fornminne |
| Västra Skansen (Böda 109:1)        | Stridsvärn                       |              | Böda, Öland         |       | 57.358878, 17.116556 | 10079201090001 | Ladda upp en bild av detta fornminne      |
| Böda 110:4                         | Stensättning                     |              | Böda, Öland         |       | 57.357009, 17.116927 | 10079201100004 | Ladda upp en bild av detta fornminne      |
| Östra Skansen (Böda 112:1)         | Stridsvärn                       |              | Böda, Öland         |       | 57.357306, 17.122198 | 10079201120001 | Ladda upp en bild av detta fornminne      |
| Böda 113:1                         | Röse                             |              | Böda, Öland         |       | 57.355334, 17.123492 | 10079201130001 | Ladda upp en bild av detta fornminne      |
| Böda 113:2                         | Stensättning                     |              | Böda, Öland         |       | 57.355427, 17.123410 | 10079201130002 | Ladda upp en bild av detta fornminne      |
| Böda 113:3                         | Röse                             |              | Böda, Öland         |       | 57.355289, 17.123303 | 10079201130003 | Ladda upp en bild av detta fornminne      |
| Böda 113:4                         | Röse                             |              | Böda, Öland         |       | 57.355286, 17.123034 | 10079201130004 | Ladda upp en bild av detta fornminne      |
| Böda 114:1                         | Röse                             |              | Böda, Öland         |       | 57.354659, 17.123943 | 10079201140001 | Ladda upp en bild av detta fornminne      |
| Böda 114:2                         | Röse                             |              | Böda, Öland         |       | 57.354604, 17.124259 | 10079201140002 | Ladda upp en bild av detta fornminne      |
| Böda 116:1                         | Stensättning                     |              | Böda, Öland         |       | 57.338311, 17.124287 | 10079201160001 | Ladda upp en bild av detta fornminne      |
| Böda 116:2                         | Stensättning                     |              | Böda, Öland         |       | 57.338289, 17.124103 | 10079201160002 | Ladda upp en bild av detta fornminne      |
| Böda 123:1                         | Stensättning                     |              | Böda, Öland         |       | 57.334935, 17.051273 | 10079201230001 | Ladda upp en bild av detta fornminne      |
| Böda 123:2                         | Stensättning                     |              | Böda, Öland         |       | 57.334931, 17.051526 | 10079201230002 | Ladda upp en bild av detta fornminne      |
| Böda 125:1                         | Gravfält                         |              | Böda, Öland         |       | 57.337587, 17.014971 | 10079201250001 | Ladda upp en bild av detta fornminne      |
| Böda 128:1                         | Röse                             |              | Böda, Öland         |       | 57.348232, 17.045715 | 10079201280001 | Ladda upp en bild av detta fornminne      |
| Böda 133:1                         | Stensättning                     |              | Böda, Öland         |       | 57.320675, 17.025562 | 10079201330001 | Ladda upp en bild av detta fornminne      |
| Böda 133:2                         | Grav markerad av sten/block      |              | Böda, Öland         |       | 57.320266, 17.026118 | 10079201330002 | Ladda upp en bild av detta fornminne      |
| Böda 134:1                         | Gravfält                         |              | Böda, Öland         |       | 57.321527, 17.028166 | 10079201340001 | Ladda upp en bild av detta fornminne      |
| Böda 142:1                         | Stensättning                     |              | Böda, Öland         |       | 57.315233, 17.035011 | 10079201420001 | Ladda upp en bild av detta fornminne      |
| Böda 148:1                         | Husgrund, förhistorisk/medeltida |              | Böda, Öland         |       | 57.310113, 17.038714 | 10079201480001 | Ladda upp en bild av detta fornminne      |
| Böda 163:1                         | Husgrund, förhistorisk/medeltida |              | Böda, Öland         |       | 57.295915, 16.993211 | 10079201630001 | Ladda upp en bild av detta fornminne      |
| Böda 187:1                         | Husgrund, förhistorisk/medeltida |              | Böda, Öland         |       | 57.254592, 17.023545 | 10079201870001 | Ladda upp en bild av detta fornminne      |
| Böda 188:1                         | Grav övrig                       |              | Böda, Öland         |       | 57.244265, 17.044084 | 10079201880001 | Ladda upp en bild av detta fornminne      |
| Böda 188:2                         | Grav övrig                       |              | Böda, Öland         |       | 57.244268, 17.043839 | 10079201880002 | Ladda upp en bild av detta fornminne      |
| Böda 188:3                         | Grav övrig                       |              | Böda, Öland         |       | 57.244342, 17.044275 | 10079201880003 | Ladda upp en bild av detta fornminne      |
| Enåsen (Böda 192:1)                | Gravfält                         |              | Böda, Öland         |       | 57.241874, 17.047141 | 10079201920001 | Ladda upp en bild av detta fornminne      |
| Enåsen (Böda 192:2)                | Stensättning                     |              | Böda, Öland         |       | 57.242341, 17.047572 | 10079201920002 | Ladda upp en bild av detta fornminne      |
| Enåsen (Böda 192:3)                | Stensättning                     |              | Böda, Öland         |       | 57.241705, 17.048382 | 10079201920003 | Ladda upp en bild av detta fornminne      |
| Enåsen (Böda 192:4)                | Husgrund, förhistorisk/medeltida |              | Böda, Öland         |       | 57.241263, 17.049143 | 10079201920004 | Ladda upp en bild av detta fornminne      |
| Enåsen (Böda 192:5)                | Stensättning                     |              | Böda, Öland         |       | 57.243156, 17.048206 | 10079201920005 | Ladda upp en bild av detta fornminne      |
| Böda 201:1                         | Husgrund, förhistorisk/medeltida |              | Böda, Öland         |       | 57.331949, 17.011684 | 10079202010001 | Ladda upp en bild av detta fornminne      |
| Böda 205:1                         | Husgrund, förhistorisk/medeltida |              | Böda, Öland         |       | 57.328099, 17.045795 | 10079202050001 | Ladda upp en bild av detta fornminne      |
| Böda 205:2                         | Husgrund, förhistorisk/medeltida |              | Böda, Öland         |       | 57.328141, 17.045442 | 10079202050002 | Ladda upp en bild av detta fornminne      |
| Böda 205:3                         | Husgrund, förhistorisk/medeltida |              | Böda, Öland         |       | 57.328322, 17.045502 | 10079202050003 | Ladda upp en bild av detta fornminne      |
| Böda 244                           | Husgrund, förhistorisk/medeltida |              | Böda, Öland         |       | 57.308803, 17.062498 | 12000000021902 | Ladda upp en bild av detta fornminne      |
| Böda 245                           | Husgrund, förhistorisk/medeltida |              | Böda, Öland         |       | 57.307301, 17.063844 | 12000000021903 | Ladda upp en bild av detta fornminne      |
| Böda 248                           | Husgrund, förhistorisk/medeltida |              | Böda, Öland         |       | 57.331985, 17.011652 | 12000000021926 | Ladda upp en bild av detta fornminne      |
| Böda 253                           | Röse                             |              | Böda, Öland         |       | 57.255437, 16.992060 | 12000000021935 | Ladda upp en bild av detta fornminne      |
| Böda 257                           | Stensättning                     |              | Böda, Öland         |       | 57.259114, 17.025228 | 12000000021939 | Ladda upp en bild av detta fornminne      |
| Böda 259                           | Stensättning                     |              | Böda, Öland         |       | 57.254271, 17.014798 | 12000000021947 | Ladda upp en bild av detta fornminne      |
| Böda 261                           | Husgrund, förhistorisk/medeltida |              | Böda, Öland         |       | 57.248290, 17.016365 | 12000000021949 | Ladda upp en bild av detta fornminne      |
| Böda 263                           | Husgrund, förhistorisk/medeltida |              | Böda, Öland         |       | 57.249268, 17.021588 | 12000000021951 | Ladda upp en bild av detta fornminne      |
| Böda 264                           | Stensättning                     |              | Böda, Öland         |       | 57.254308, 17.015210 | 12000000021952 | Ladda upp en bild av detta fornminne      |
| Böda 265                           | Grav markerad av sten/block      |              | Böda, Öland         |       | 57.258077, 17.020358 | 12000000021953 | Ladda upp en bild av detta fornminne      |
| Böda 266                           | Stensättning                     |              | Böda, Öland         |       | 57.254172, 17.015616 | 12000000021954 | Ladda upp en bild av detta fornminne      |
| Böda 270                           | Husgrund, förhistorisk/medeltida |              | Böda, Öland         |       | 57.307580, 17.033965 | 12000000021959 | Ladda upp en bild av detta fornminne      |
| Böda 271                           | Hällristning                     |              | Böda, Öland         |       | 57.305684, 16.990219 | 12000000021960 | Ladda upp en bild av detta fornminne      |
| Böda 273                           | Stensättning                     |              | Böda, Öland         |       | 57.305654, 16.990262 | 12000000021963 | Ladda upp en bild av detta fornminne      |
| Böda 279                           | Husgrund, förhistorisk/medeltida |              | Böda, Öland         |       | 57.239275, 17.015641 | 12000000021969 | Ladda upp en bild av detta fornminne      |
| Böda 280                           | Runristning                      |              | Böda, Öland         |       | 57.240700, 17.027233 | 12000000021970 | Ladda upp en bild av detta fornminne      |
| Böda 285                           | Kvarn                            |              | Böda, Öland         |       | 57.227212, 16.980512 | 12000000021975 | Ladda upp en bild av detta fornminne      |
| Böda 290                           | Stensättning                     |              | Böda, Öland         |       | 57.298009, 16.970074 | 12000000022010 | Ladda upp en bild av detta fornminne      |
| Böda 297                           | Hällristning                     |              | Böda, Öland         |       | 57.299911, 17.009016 | 12000000022017 | Ladda upp en bild av detta fornminne      |
| Böda 300                           | Stensättning                     |              | Böda, Öland         |       | 57.298695, 16.971234 | 12000000022021 | Ladda upp en bild av detta fornminne      |
| Böda 306                           | Stenkrets                        |              | Böda, Öland         |       | 57.288841, 17.039500 | 12000000022112 | Ladda upp en bild av detta fornminne      |
| Böda 308                           | Stensättning                     |              | Böda, Öland         |       | 57.272753, 17.020867 | 12000000022114 | Ladda upp en bild av detta fornminne      |
| Böda 312                           | Husgrund, förhistorisk/medeltida |              | Böda, Öland         |       | 57.273935, 16.977315 | 12000000022118 | Ladda upp en bild av detta fornminne      |
| Böda 321                           | Röse                             |              | Böda, Öland         |       | 57.294936, 16.994489 | 12000000112907 | Ladda upp en bild av detta fornminne      |
| Böda 322                           | Hällristning                     |              | Böda, Öland         |       | 57.293238, 16.992956 | 12000000112908 | Ladda upp en bild av detta fornminne      |
| Böda 325                           | Husgrund, förhistorisk/medeltida |              | Böda, Öland         |       | 57.284665, 16.973843 | 12000000124855 | Ladda upp en bild av detta fornminne      |
| Böda 341                           | Husgrund, förhistorisk/medeltida |              | Böda, Öland         |       | 57.317446, 17.027270 | 12000000127919 | Ladda upp en bild av detta fornminne      |
| Böda 343                           | Husgrund, förhistorisk/medeltida |              | Böda, Öland         |       | 57.317288, 17.027573 | 12000000127921 | Ladda upp en bild av detta fornminne      |
| Böda 344                           | Husgrund, förhistorisk/medeltida |              | Böda, Öland         |       | 57.317301, 17.027450 | 12000000127922 | Ladda upp en bild av detta fornminne      |
| Böda 360                           | Stensättning                     |              | Böda, Öland         |       | 57.297738, 17.010315 | 12000000128243 | Ladda upp en bild av detta fornminne      |